# 林翼中
林翼中（1887年—1984年11月20日）原名家相，字翼宗，后改翼中，广东合浦白沙（今属广西）人，客家人。中国民主革命家，中华民国政治人物。

## 生平
林翼中早年考入广东高等师范学堂。后来他参加了中国同盟会。辛亥革命时在廉州参加起义，任钦廉军政分府交通部长，不久投奔高州军政分府都督苏慎初，入虎门北伐将校团接受训练。民国二年（1913），他和罗侃廷、陈济棠等人在广州策划推翻广东都督龙济光。
民国四年（1915年），林翼中从广东高等师范学校博物科毕业，到廉州中学堂任教。民国五年（1916年），他参加了钦廉讨袁运动。民国十年（1921年），入广东省立第一中学（今广雅中学）任教。民国十三年（1924年），任粤军第一师第二旅陈济棠的内参。民国十四年（1925年），任国民革命军第四军第十一师政治部主任，参加了东征。民国十五年（1926年），当选中国国民党第二次全国代表大会代表，并兼任肇庆市政局局长，中国国民党广州市党部组织部部长，参加了南路琼崖之役。民国十六年（1927年），随陈济棠赴苏联参观考察，归国后任黄埔军校政治总教官。
民国十七年（1928年），林翼中任广州政治分会建设委员，中国国民党广州市党部宣传部部长、党务委员、指导委员兼民训常委、国民大学校董。民国十八年（1929年），任中国国民党广州市党部执行委员，广东省政府委员。同年，他参加香港崇正总会。民国十九年（1930年），他到中原慰问第十九路军。民国二十年（1931年），兼任广东省民政厅厅长，并当选中国国民党中央执行委员。同年底，他代理广东省政府主席，并于香港创刊《新中日报》。民国二十一年（1932年），任西南政务委员会委员、西南执行部委员、广东省党部执委委员、第八路军总指挥部总教官、广东建设专门委员、广东警官训练所所长、广东省地方自治训练所所长，并兼任中山大学校董、磡勤大学校董等职务。同年，他在广州创办华夏中学。民国二十二年（1933年），兼任广东军事政治学校政治深造班班主任，在香港创办了德明中学并任校长。民国二十三年（1934年），拟就了广东方面的中国国民党第四次全国代表大会提案，兼任中山文化委员会委员。民国二十四年（1925年），连任中国国民党中央执行委员。民国二十五年（1936年），陈济棠发动两广事变失败，被迫下野，林翼中乃全权负责广东省政务。不久，林翼中辞职，游历欧洲和美国。
民国二十六年（1937年），林翼中归国，随陈济棠到南京，任中国国民党中央执行委员会常委。民国二十七年（1938年），赴重庆任三民主义青年团中央干事兼对外团务计划委员会主任委员，中央党政训练班指导员。民国二十八年（1939年），负责召集全国禁烟会议。民国二十九年（1940年），任农林部政务次长。翌年，代理农林部长。民国三十一年（1942年），他被委任为监察院监察委员，但他并未就任。民国三十二年（1943年），任第二届广东省临时参议会议长，任内发动民众支援抗战。民国三十四年（1945年），他连任中国国民党中央执行委员。

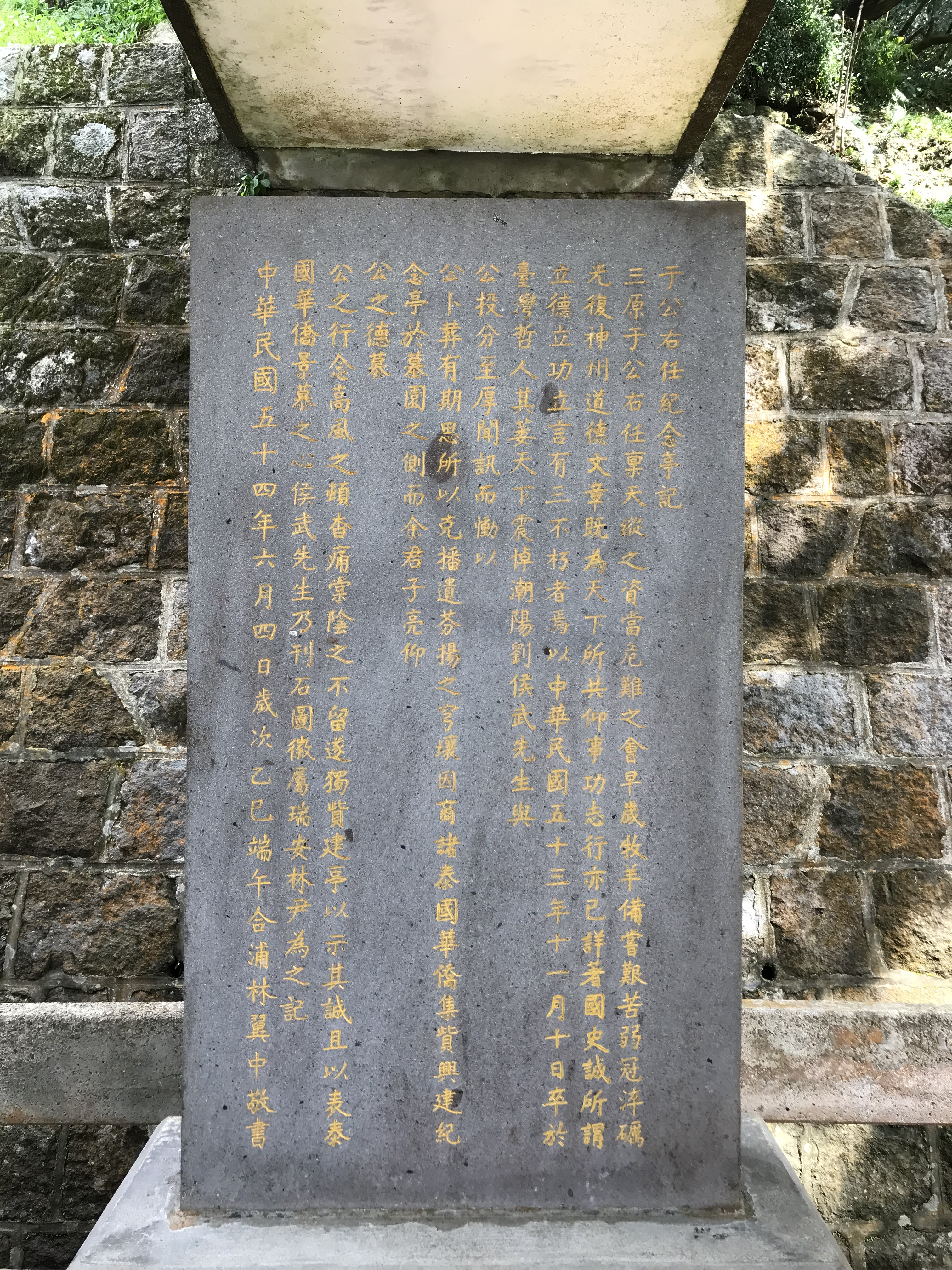
于右任墓紀念亭記

民国三十五年（1946年），林翼中任广东省参议会议长、制宪国民大会代表，发起筹设珠海大学，并赴南京请求赈济广东饥民。民国三十六年（1947年），林翼中当选监察院监察委员，同年他代表广东饥民到南京请愿。民国三十七年（1948年），他率广东省参议会议员赴台湾访问，从而解决了广东省的粮荒。
1949年，珠海大学迁往香港，并更名为珠海书院，林翼中随该校赴香港，任该校监督。1954年，林翼中担任陈济棠治丧委员会陪祭。1956年，香港各学院组织香港中文大学，在林翼中的保护下，珠海学院获存。1961年，林翼中参加世界道德重整运动香港联谊会。1963年，林翼中参与筹备香港各界纪念孙中山百年诞辰活动。1965年，任香港崇正总会第二十一届常务理事、理事长。1971年，他同张发奎等共同发起了世界客属首届恳亲大会。
1984年11月20日，林翼中在香港寓所内病逝，享年98岁。

## 著作
- 《广东省地方纪要》
- 《广东省地方自治概要》
- 《欧游琐记》
- 《粤参鸿爪》[2]